# Ils sont partout
Cet article possède un paronyme, voir Je suis partout.
 (mai 2018).
Si vous disposez d'ouvrages ou d'articles de référence ou si vous connaissez des sites web de qualité traitant du thème abordé ici, merci de compléter l'article en donnant les références utiles à sa vérifiabilité et en les liant à la section « Notes et références ».
Pour plus de détails, voir Fiche technique et Distribution.
Ils sont partout est une comédie française réalisée par Yvan Attal, sortie en 2016.

## Titre
Le titre du film reprend le nom du journal hebdomadaire collaborationniste français et antisémite, de sa création en 1930 à sa disparition en 1944, Je suis partout. Son rédacteur en chef de l'époque, Robert Brasillach, est condamné à mort à la Libération, en 1945, pour intelligence avec l'ennemi.

## Synopsis
Yvan s'entend dire qu'il exagère et qu'il est paranoïaque quand il parle de l'antisémitisme grandissant. Il décide de consulter son psy pour parler de son identité et comprendre ce que signifie à l’heure actuelle être français et juif. Au cours de ce dialogue grinçant, s'exposent des histoires croisées, cyniques et provocantes, sous forme de tracts.

### Les Juifs sont partout
Eva est la cheffe très antisémite du Mouvement National Francais dont le parti vient de faire 25 % aux élections européennes. Or Boris, son mari non moins antisémite, à l'occasion de la mort de sa grand-mère, découvre avec stupeur qu'il est juif...

### Les Juifs ont de l'argent
Mathilde n'arrive pas à toucher la pension alimentaire que lui doit Pascal, son mari, et l'insulte : elle a épousé le seul Juif pauvre !...

### Les Juifs s'entraident
Un talmudiste va voir un autre talmudiste dans une yeshiva pour l'aider à résoudre un problème : « Deux ramoneurs sortent d'une cheminée, l'un blanc, l'autre noir : lequel va se laver ? — Celui qui est noir, bien sûr, répond le second. — Tu ne peux pas comprendre le Talmud, reprend le premier : celui qui est noir voit l'autre blanc et pense qu'il est blanc aussi, celui qui est blanc voit l'autre noir et pense qu'il est noir aussi : c'est lui qui se lavera. — Celui qui est blanc voit bien que sa main est blanche, et l'autre que sa main est noire. — Mais s'il fait nuit ou s'ils sont aveugles...  ». Etc.

### Les Juifs ont tué Jésus
Le Mossad veut prendre l'antisémitisme à la racine : il est dû à ce qu'on accuse les Juifs d'avoir tué Jésus. Il envoie donc Norbert, son meilleur agent, dans un voyage spatio-temporel pour tuer l'enfant Jésus avant qu'il ne devienne un prophète. Mais Norbert, descendant de son engin spatio-temporel, est pris pour le Messie et il tombe fou amoureux de Marie...

### Le complot juif
Micro-trottoir : « Le complot juif, vous pensez que ca existe ? ».

### Ras le bol de la Shoah
Roger habite en face du monument de Drancy commémorant la Shoah et il sature : les Juifs, il n'y en a que pour eux ! Et lui aussi a souffert, il a souffert... d'être roux. Il fonde l'association des roux, bientôt suivie par celle des blonds, puis celle des albinos, puis celle des nains, etc.

### Et Israël
Devant le Conseil des ministres, le président de la République fait un constat : « Tout va mal, seuls les Juifs s'en sortent ». Et il a la solution : « Devenons tous juifs ! ». Un référendum est alors organisé sur cette question...

## Fiche technique
Sauf indication contraire, les informations mentionnées dans cette section peuvent être confirmées par la base de données cinématographiques IMDb,  présente dans la section « Liens externes ».
- Titre : Ils sont partout
- Titre de travail : Heureux en France
- Réalisation : Yvan Attal
- Scénario : Yvan Attal et Émilie Frèche
- Musique : Julien Jaouen, Evgueni Galperine et Sacha Galperine, Adrien Bekerman
- Montage : Jennifer Augé
- Photographie : Rémy Chevrin
- Décors : Katia Wyszkop
- Costumes : Sylvie Néant et Carine Sarfati
- Producteur : Emmanuel Montamat et Thomas Langmann
  - Producteur exécutif : Daniel Delume
  - Coproducteurs : Serge Azria, Michaël Benabou, Lucien Cohen, Sébastien Delloye, Daniel Delume, Olivier et Victor Douce, Maurice Ohana
- Production : La Petite Reine, Films Sous Influence, Entre Chien et Loup, Proximus, Ciné+ et Canal+, SofiTVciné 3, avec l'aide du Tax Shelter du Gouvernement Fédéral de Belgique
- Distribution : Wild Bunch
- Pays d'origine :  France
- Durée : 111 minutes
- Genre : comédie, film à sketches
- Date de sortie : France : 1er juin 2016

## Distribution
- Yvan Attal : Yvan
- Benoît Poelvoorde : Boris
- Valérie Bonneton : Eva
- Dany Boon : Pascal
- Charlotte Gainsbourg : Mathilde
- Grégory Gadebois : un talmudiste
- Denis Podalydès : un talmudiste
- Gilles Lellouche : Norbert / Jésus
- François Damiens : Roger
- Claude Perron : Christiane, l'épouse de Roger
- Marthe Villalonga: Lucette Bensoussan, la mère de Pascal
- Robert Castel : Maurice Bensoussan, le père de Pascal
- Popeck : Lucien, un patient Alzheimer
- Patrick Braoudé : le président de la République
- Tobie Nathan : le psychiatre
- Sébastien Castro : Jean
- Marc Andreoni : Moshe
- Anne Bouvier : Chantal
- Julia Levy-Boeken : la femme blonde interviewée
- François Bureloup : le client du bar
- Estelle Galarme : l'interviewer
- Jean-Philippe Puymartin : le professeur
- Jean-Michel Lahmi : le rabbin
- Paulette Frantz : la vieille dame interviewée
- Émilie Cazenave : la coiffeuse
- Steve Kalfa : le patron du Mossad
- Jean-Yves Chilot : le premier ministre
- Philippe Vieux : l'homme en soutane
- Frédéric Merlo : le prêtre
- Alain Fromager : Éric le dealer hébergeant Pascal
- Eowyn Ptak : Anna
- Marie Drucker, Claire Chazal, Antoine de Caunes : eux-mêmes
- Nicole Shirer : Nine
- Peter Wollasch : l'Autrichien
- Julie Mathiot : la collaboratrice
- Yamée Couture : la journaliste TV
- Emilie Gavois-Kahn : la femme du rabbin
- Cédric Weber : l'homme au cimetière
- Cédric Zimmerlin : le journaliste radio (voix)
- Saber Hallout : un gars du hall
- Axel Boute : un gars du hall
- Freya Mavor : Marie
- Rivka Michaeli : la mère de Norbert
- Tamir Lapid : un homme du Mossad
- Jean-Jacques Bathie : le jeune Noir interviewé

## Accueil
Le film a recueilli 173 964 entrées France et n'a pas fait de carrière internationale.
Les critiques ne sont globalement pas très bonnes : si certaines saluent son casting et lui reconnaissent un humour percutant et de l'audace, elles considèrent généralement que le film rate la cible de démontage des clichés antisémites, les sketches étant rarement probants sur ce critère. Elles donnent une note moyenne de 2,2/5 pour 23 titres sur Allociné. Les critiques spectateurs sont encore plus dures, avec une moyenne de 1,7/5.